# Döse
Döse (Platduits:Döös) is een dorp in de Duitse deelstaat Nedersaksen. Het dorp is al in het begin van de twintigste eeuw bij de stad Cuxhaven gevoegd. 

## Geschiedenis
Het dorp wordt voor het eerst vermeld in een oorkonde uit 1394, waarin is vastgelegd dat het aan de stad Hamburg werd verkocht. De band met Hamburg zou tot aan de inwerkingtreding van de Groot-Hamburgwet in 1937 blijven bestaan. Het dorp ligt op de uiterste punt van het vasteland, wat gemarkeerd wordt door de Kugelbake, een baken dat ook is opgenomen in het stadswapen van Cuxhaven. De naam Döse of Dose staat in het Platduits voor vochtig veenland, waar turf wordt gestoken. 
Aan de uiterste noordoostpunt van Cuxhaven, op het gebied van stadsdeel Döse, ligt het fort Fort Kugelbake. Het is het best bewaard gebleven kustverdedigingswerk van Duitsland. De bouw ervan duurde van 1869 tot 1879. De in het fort aanwezige kanonnen zijn in de Eerste Wereldoorlog verplaatst geweest naar het westelijk front in Vlaanderen. In de Hitler-tijd, in 1937, werden op het fort FLAK-luchtafweergeschutbatterijen geïnstalleerd. In mei 1945 werd het fort door het Britse leger bezet. In de jaren daarna was er enige tijd een mijnen-opruimingscommando gestationeerd. Daarna had het complex uiteenlopende bestemmingen. In 1991 begon de restauratie van het, inmiddels onder monumentenzorg geplaatste, fort. Uit een Noors oorlogsmuseum is een origineel stuk Flak-geschut (105 mm) overgenomen, dat op het fort staat. In het complex, dat over een klein museum beschikt, kunnen toeristen zich laten rondleiden; af en toe vinden er kleine muziek- en theaterevenementen plaats, waaronder de jaarlijkse openluchtvoorstellingen van  het Störtebeker-Freilichttheater.  

## Bezienswaardigheden, toerisme
Döse is één van de drie Cuxhavener stadsdelen, die het karakter van een badplaats hebben. 
Cuxhaven is een kuuroord. Het kuurpark van de gemeente ligt ten zuiden van Fort Kugelbake in Döse. In dit Kurpark bevindt zich een (zeer kleine) dierentuin. Verder staan hier enkele gebouwen, die voor uiteenlopende culturele evenementen worden gebruikt.
De evangelisch-lutherse Sint-Gertrudkirche (Geertruidenkerk) in het dorp is gebouwd in 1886 op de plaats van een voorgangster. In het interieur bevinden zich een altaar en enige andere liturgische voorwerpen uit de 17e- 19e eeuw.

## Afbeeldingen

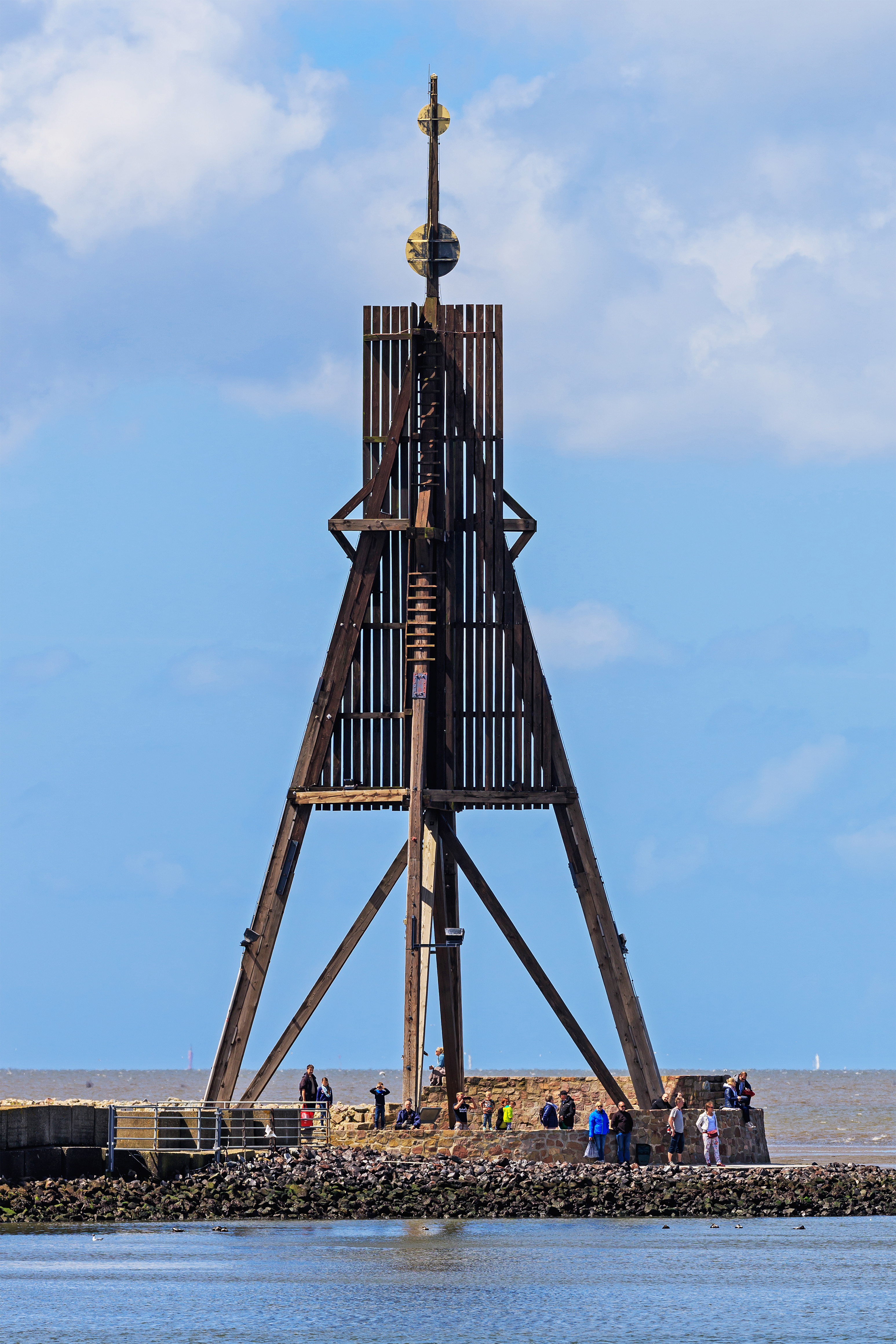
De Kugelbake
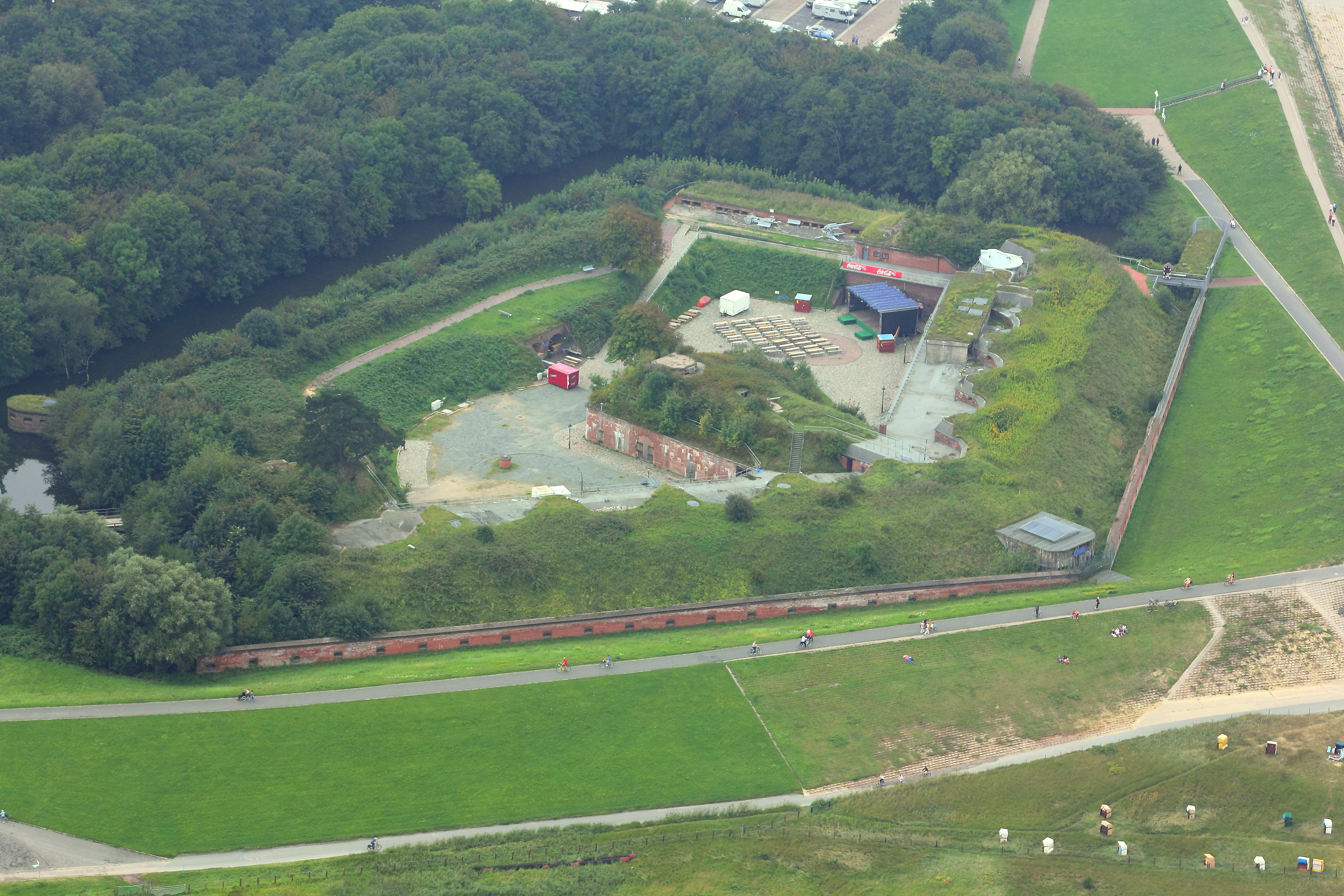
Vesting Fort Kugelbake
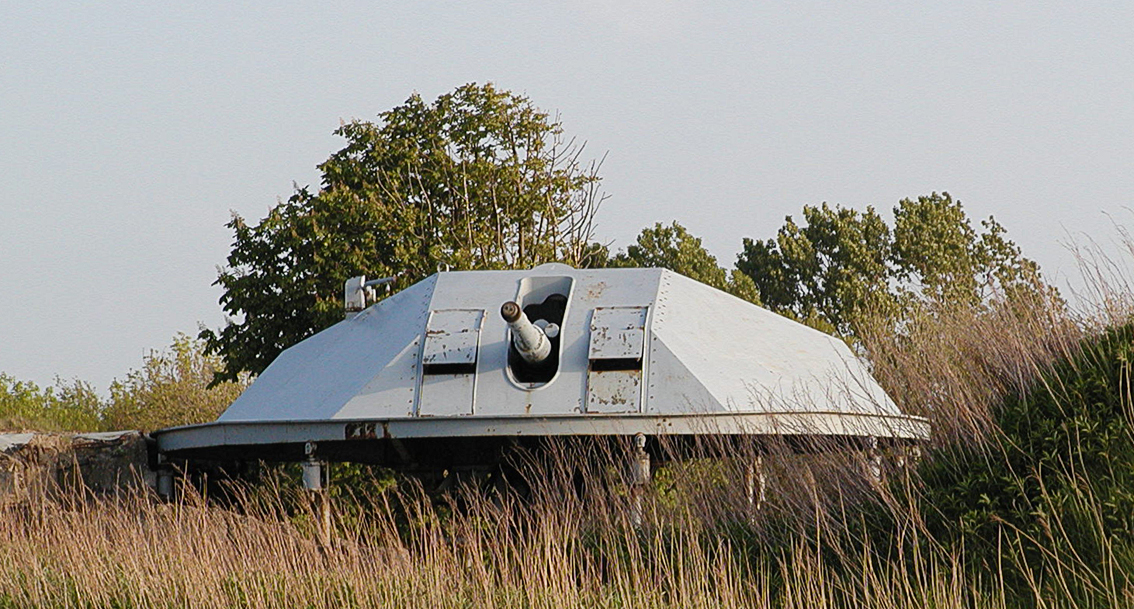
Flak-luchtafweerkanon (105 mm) op het fort
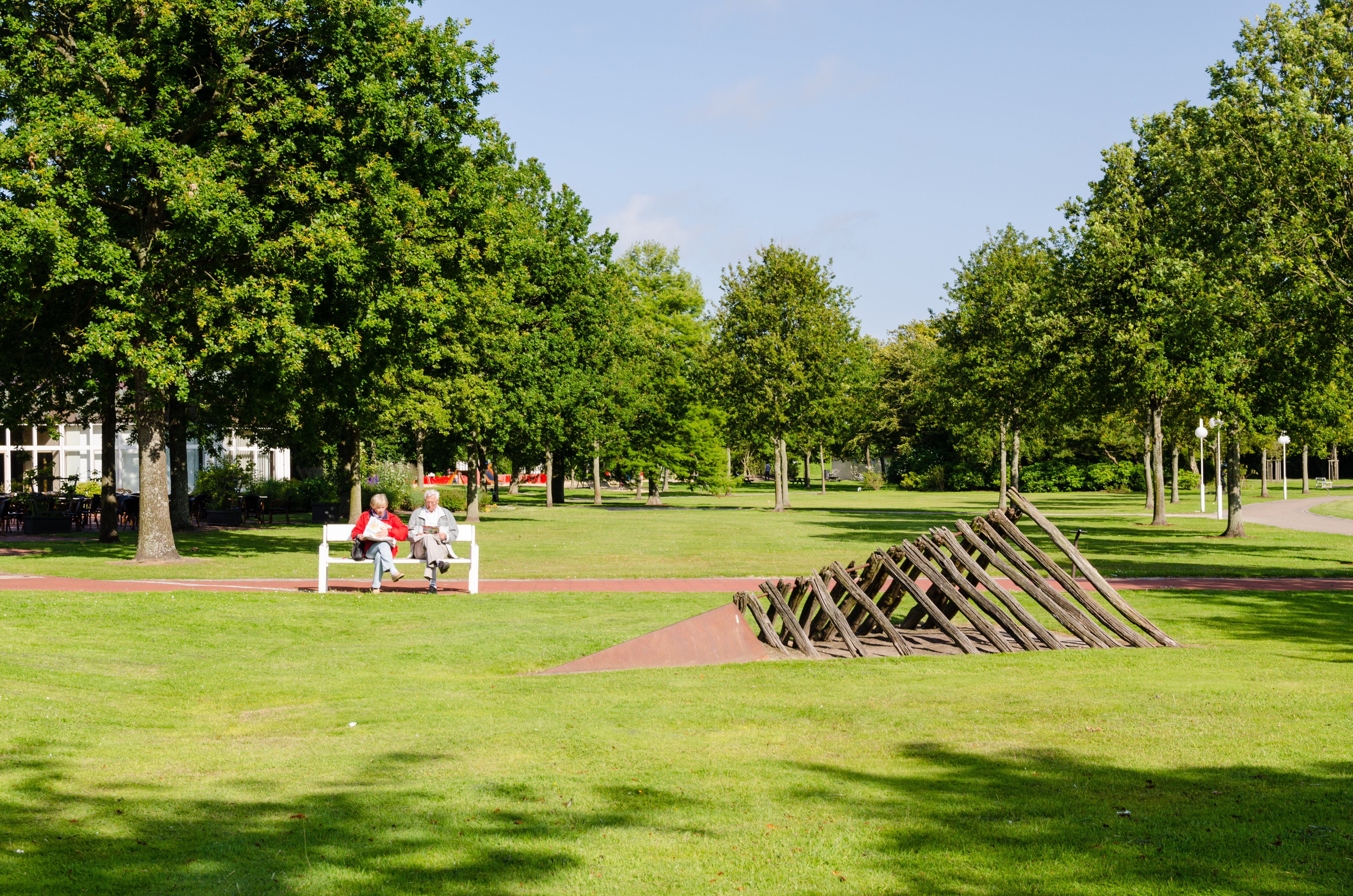
Kuurpark Cuxhaven
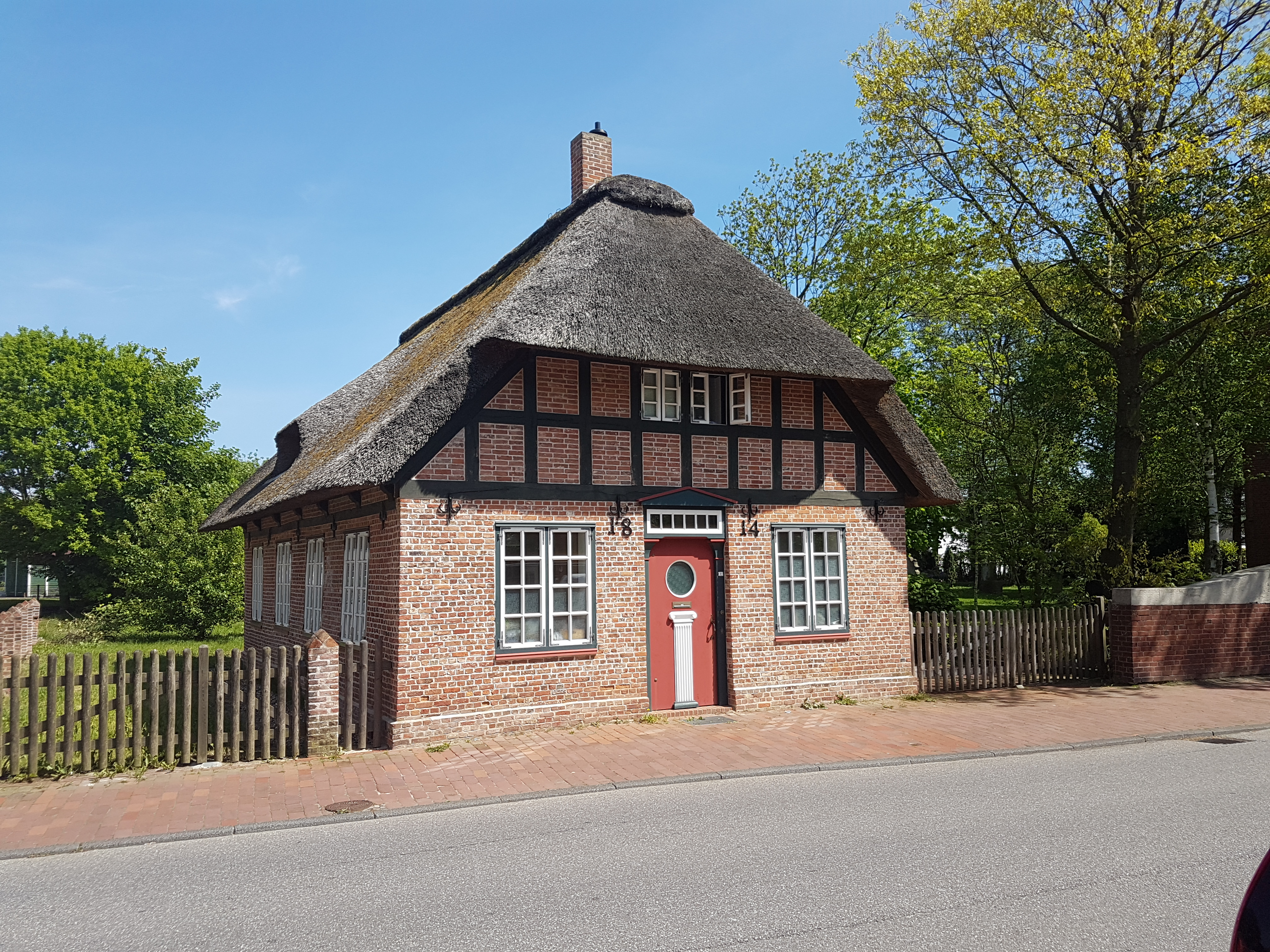
Schoolgebouwtje (1814) te Döse
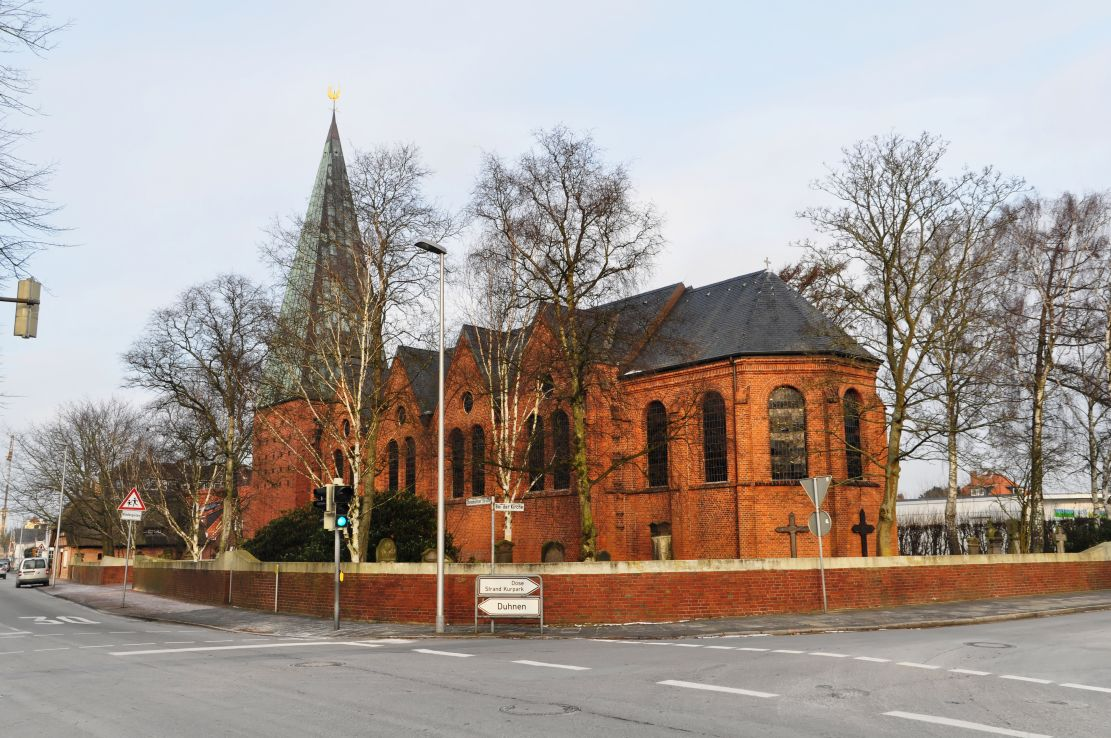
Sint-Gertrudkirche

- Gemeinsame Normdatei: 1255801115
- Virtual International Authority File: 248254304